# Lutz Ulbricht
Lutz Ulbricht (født 9. november 1942 i Berlin, død 23. december 2022) var en tysk roer og olympisk guldvinder.
Ulbricht roede for Rudergemeinschaft Frankfurt og roede i 1963 toer uden styrmand. I 1965 skiftede han til firer uden styrmand og blev i denne båd vesttysk mester samt vandt EM-sølv samme år. Året efter var han med i den vesttyske otter, der vandt VM-guld dette år i Jugoslavien, og de blev året efter også europamestre.
Vesttyskerne var derfor blandt favoritterne ved OL 1968 i Mexico City. De vandt da også deres indledende heat ganske sikkert, og i finalen var de igen hurtigst, da de vandt med næsten et sekund foran nummer to, Australien, og Sovjetunionen var yderligere godt et sekund efter på tredjepladsen. De vesttyske guldvindere var foruden Ulbricht Horst Meyer, Dirk Schreyer, Wolfgang Hottenrott, Egbert Hirschfelder, Rüdiger Henning, Jörg Siebert, Roland Böse (i finalen erstattet af Niko Ott) og styrmand Gunther Tiersch. For guldmedaljen blev otteren udnævnt som årets vesttyske hold, og de bar OL-flaget ind ved åbningsceremonien ved OL 1972 i München.
I 1969 var Ulbricht tilbage i toeren uden styrmand og blev vesttysk mester dette år. Året efter vandt han VM-bronze i samme disciplin, og ved OL 1972 stillede han op i toeren sammen med Erwin Haas, og parret endte som vindere af B-finalen og blev dermed samlet nummer syv.

## OL-medaljer
- 1968:  Guld i otter